# Портрет Василия Сергеевича Трубецкого
«Портрет Василия Сергеевича Трубецкого» — картина Джорджа Доу и его мастерской из Военной галереи Зимнего дворца.
Картина представляет собой погрудный портрет генерал-лейтенанта князя Василия Сергеевича Трубецкого из состава Военной галереи Зимнего дворца.
К началу Отечественной войны 1812 года генерал-майор князь Трубецкой был генерал-адъютантом и состоял при императоре Александре I. Во время Заграничных походов 1813 и 1814 годов он командовал кавалерией в отряде Ф. Ф. Винцингероде, за отличия в сражениях в Саксонии и Силезии был произведён в генерал-лейтенанты, во время Битвы народов под Лейпцигом временно сменил раненого генерала Н. Н. Раевского во главе Гренадерского корпуса, затем вновь состоял при императоре Александре I.
Изображён в генерал-адъютантском мундире, введённом в 1815 году, с вензелем императора Александра I на эполетах. Слева на груди генерал-адъютантский аксельбант. На шее крест ордена Св. Георгия 3-го класса; по борту мундира кресты ордена Св. Владимира 2-й степени, баварского Военного ордена Максимилиана Иосифа, австрийского ордена Леопольда 2-й степени (ошибочно изображён без короны над крестом) и прусского ордена Пур ле мерит; справа на груди серебряная медаль «В память Отечественной войны 1812 года» на Андреевской ленте и бронзовая дворянская медаль «В память Отечественной войны 1812 года» на Владимирской ленте, крест австрийского Военного ордена Марии Терезии 3-й степени, крест французского ордена Св. Людовика, а также звёзды орденов Св. Владимира 2-й степени и прусского Красного орла 1-й степени. С тыльной стороны картины надпись: Pce Troubetskoy. Подпись на раме: Князь В. С. Трубецкой 1й, Генер. Лейтенантъ. Художник ошибочно не изобразил звезду ордена Св. Анны 1-й степени с алмазами, которую Трубецкой получил 12 октября 1810 года.
Несмотря на то, что 7 августа 1820 года Комитетом Главного штаба по аттестации князь Трубецкой был включён в список «генералов, которых служба не принадлежит до рассмотрения Комитета», фактическое решение о написании его портрета было принято раньше, поскольку уже 17 декабря 1819 года Доу получил аванс, а 12 ноября 1820 года ему была выплачена оставшаяся часть гонорара. Известно что князь Трубецкой приезжал в Санкт-Петербург из Варшавы в конце августа — начале сентября 1819 года, тогда Доу и начал его портрет. Готовый портрет был принят в Эрмитаж 7 сентября 1825 года.
В 1840-е годы в мастерской И. П. Песоцкого по рисунку с портрета была сделана литография, опубликованная в книге «Император Александр I и его сподвижники» и впоследствии неоднократно репродуцированная.